# Makwassie
Makwassie este un oraș din Africa de Sud.